# Calluga albiviridis
Calluga albiviridis là một loài bướm đêm trong họ Geometridae.